# Pandag
Pandag è una municipalità di quarta classe delle Filippine, situata nella Provincia di Maguindanao, nella Regione Autonoma nel Mindanao Musulmano.
La municipalità è stata creata con l'atto regionale N. 203 ratificato il 30 dicembre 2006, con parte del territorio della municipalità di Buluan.
Pandag è formata da 8 baranggay:
- Kabuling
- Kayaga
- Kayupo (Cuyapo)
- Lepak
- Lower Dilag
- Malangit
- Pandag
- Upper Dilag